# Felou Hydroelectric Power Plant
Felou Hydroelectric Power Plant är ett vattenkraftverk i västra Mali. Det ligger i regionen Kayes, 400 km nordväst om huvudstaden Bamako. Felou Hydroelectric Power Plant ligger 42 meter över havet. Runt Felou Hydroelectric Power Plant är det ganska glesbefolkat, med 23 invånare per kvadratkilometer. Närmaste större samhälle är Kayes, 14 km nordväst om Felou Hydroelectric Power Plant.